# Antonio Caldonazzi
Antonio Caldonazzi (Trento, 11 giugno 1968 – Trento, 24 giugno 2010) è stato un attore teatrale, drammaturgo e regista teatrale italiano.

## Biografia
Diplomato all'Accademia nazionale d'arte drammatica, debuttò nel 1988 come attore nel Sissi di Roberto Cavosi messo in scena dal Teatro Stabile di Bolzano con la regia di Marco Bernardi. Iniziò a collaborare in modo continuativo con lo Stabile di Bolzano dal 1994, e di Marco Bernardi divenne, dal 1998 alla morte, assistente, sia alla regia che alla direzione artistica.
Appassionato enologo, adattò per il teatro, assieme a Massimo Cattaruzza, il romanzo Vino dentro di Fabio Marcotto, traendone un monologo di cui fu regista e protagonista, e che portò in tournée in Europa.
Tra il 2007 ed il 2009 collaborò con Andrea Castelli (accanto al quale aveva già recitato nel 2005 nel film TV De Gasperi - L'uomo della speranza) alla trilogia di spettacoli Da qui a là ci vuol trenta giorni, in cui fu autore, regista ed interprete assieme a Castelli, Sinigo. L'acqua ci correva dietro, di cui curò la regia, e Acciaierie, di cui fu autore (assieme a Castelli e Sandro Ottoni) e regista.
È morto a Trento a seguito di una lunga malattia.